# Nothomyrmecia macrops
Nothomyrmecia macrops Clark, 1951, è una specie di formica nota anche come formica dinosauro, sviluppatasi durante il tardo Cretacico. È l'unica specie del genere Nothomyrmecia.
Questa specie è limitata ai boschi di eucalipto situati vicino Poochera, in Australia centro-meridionale.  È considerata dagli entomologi come un fossile vivente; N. macrops è infatti la più primitiva specie di formica.

## Descrizione
Le operaie di N. macrops hanno un aspetto fisico vespoidale. Esse sono caratterizzate da occhi composti sviluppati e da un addome presentante una parte posteriore flessibile. Il torace, irregolare, presenta un pronoto leggermente rialzato rispetto all'epinoto, mentre le mandibole sono di grandi dimensioni rispetto al capo. Le regine di N. macrops hanno molte caratteristiche in comune con le operaie, sebbene presentino, a differenza di queste, ocelli sulla parte superiore del capo.

## Biologia
Le colonie di N. macrops sono di piccole dimensioni, e comprendono qualche decina di esemplari adulti. I nidi sono piccoli e semplici, e sono scavati nel terreno. Le operaie, e talvolta anche la regina, raccolgono il cibo nelle notti fredde, predando piccoli animali ed allevando gli afidi sugli eucalipti.